# Portret van Giovanni di Nicolao Arnolfini
Portret van Giovanni di Nicolao Arnolfini is een portret in olieverf op paneel geschilderd door Jan van Eyck omstreeks 1438.
De afgebeelde persoon is Giovanni Arnolfini die vanaf 1421 in Brugge verbleef als lakenhandelaar. In 1461 werd hij benoemd als raadgever van Filips de Goede en in 1462 werd hij opgenomen in de Orde van het Gulden Vlies. Het werk wordt bewaard in de Staatliche Museen zu Berlin - Preußischer Kulturbesitz, Gemäldegalerie, met als inventarisnummer 523A. Het zou gaan om dezelfde man afgebeeld op het Portret van Giovanni Arnolfini en zijn vrouw uit 1434. De originele lijst is verloren gegaan.
Arnolfini werd afgebeeld in een donkergroene mantel en hij draagt een rode kaproen over een puntige kap. De mantel is afgezoomd met bont aan de hals en de mouwen. Het model werd zeer realistisch geschilderd.

## Geschiedenis
Het werk is in het bezit geweest van Ranuccio I Farnese, de hertog van Parma, want op de achterzijde vinden we zijn zegel terug. Daarna kwam het terecht in de privécollectie van de graaf van Shrewsbury. Van 1857-1886 was het in het bezit van Christianus Johannes Nieuwenhuys die het gekocht had op een veiling in Londen op 6 juli 1857. Op 17 juli 1886 werd het opnieuw geveild in Londen bij Christie's en verkocht aan Charles Sedelmeyer gevestigd in Parijs, die waarschijnlijk handelde in naam van het Berlijnse museum.

## Weblinks
Men kan een aantal werken van Jan van Eyck raadplegen en sterk vergroten op de website Further works by Jan van Eyck van het KIK/IRPA.